# Monte San Salvatore
Pour les articles homonymes, voir San Salvatore.
Le Monte San Salvatore est une montagne située près de Lugano, dans le canton du Tessin en Suisse. Depuis 1890, un funiculaire rejoint son sommet depuis Paradiso. Le sommet est également équipé d’un répéteur de la RSI.

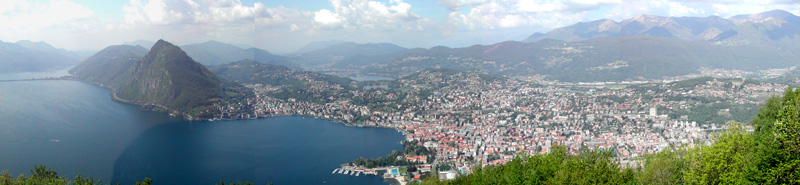
Panorama de Lugano avec le Monte San Salvatore à gauche.

## Culture
Le San Salvatore fait partie des montagnes qui apparaissent sur la photo officielle de 2024 du Conseil fédéral.